# Anoba kampfi
Anoba kampfi là một loài bướm đêm trong họ Erebidae.